# Kamerun i olympiska sommarspelen 1988
Kamerun deltog i de olympiska sommarspelen 1988 med en trupp, men ingen av landets deltagare erövrade någon medalj.

## Friidrott
Herrarnas längdhopp
- Frédéric Ebong-Salle
  - Kval — 7,65m (→ gick inte vidare)

Damernas diskuskastning
- Jeanne Ngo Minyemeck
  - Kval — ingen notering (→ gick inte vidare)

Damernas kulstötning
- Jeanne Ngo Minyemeck
  - Kval — 12,73m (→ gick inte vidare)